# Col de la Traversette (Alpes cottiennes)
Pour les articles homonymes, voir Col de la Traversette.
Le col de la Traversette (italien Colle delle Traversette) est un col des Alpes du Sud, situé à 2 914 mètres d'altitude, à la frontière entre la France (région Provence-Alpes-Côte d'Azur) et l'Italie (Piémont).

## Géographie et accès

### Situation
Le col de la Traversette, situé à proximité du mont Viso, domine la combe du Guil dans le Queyras, du côté français, et le val Pô, du côté italien. Il est à la limite sud du parc naturel régional du Queyras et situé dans la réserve naturelle nationale de Ristolas - Mont-Viso, créée par un décret du 8 février 2007.
Le col proprement dit est à 2 914 mètres, mais le sentier balisé culmine à 2 947 mètres d'altitude 50 mètres plus au sud, à un endroit plus facile d'accès.

### Accès
On y accède à pied par un ancien sentier muletier qui permet d'atteindre le tunnel de la Traversette, aussi appelé « pertuis du Viso », percé au XVe siècle sous le col, à 2 893 m d'altitude.
Ce col est l'un des hauts points de passage des sportifs pratiquant le trail du Tour du Mont-Viso.

## Histoire

### Hypothèse du passage d'Hannibal
Le col de la Traversette est considéré comme un des passages éventuels des armées du général cartaginois Hannibal, celle-ci ayant traversé les Alpes en octobre 218 av. J.-C. pour marcher sur Rome. Bien que longtemps considérée comme une hypothèse peu probable en raison de la grande altitude de ce col, celle-ci a fait l'objet d'investigations récentes. L'hypothèse de la Traversette est cependant associée à d'autres possibilités, comme le col Clapier, le col du Petit-Saint-Bernard, le col du Mont-Cenis et le col de Montgenèvre.
En 1974, le biologiste de l'évolution anglais et ancien directeur du musée d'histoire naturelle de Londres, Gavin de Beer, affirme qu'Hannibal était passé par ce col, sans que des preuves tangibles ne le confirment.

Hannibal et ses hommes traversant les Alpes.

Des études de données géologiques, biostratigraphiques, géochimiques et microbiologiques,  effectuées sur place durant l'année 2016 sous la direction du professeur Bill Mahaney de l'université York de Toronto, ont permis de mettre en évidence, dans une tourbière située immédiatement sous le col, la présence d'une couche de boue exceptionnellement perturbée et enrichie en matière organique. Cette couche sédimentaire, datée au 14C à environ 218 av. J.-C., se caractérise par une forte présence de bactéries Clostridium, typique des mammifères. Les différentes observations de cette étude indiquent donc le passage par le col de la Traversette de potentiellement plusieurs milliers d'animaux, notamment des chevaux, à la période correspondant au passage des Alpes par Hannibal.
Cependant, en 2017, selon Andrew Wilson (en), professeur d'archéologie et membre de l'Institut d'archéologie de l'université d'Oxford, les résultats de cette étude ne permettent pas d'accréditer totalement que la présence de ces bactéries, qui ont pu s'accumuler sur plusieurs années, voire plusieurs siècles, soit forcément liée au passage du général punique.

### Tunnel de LudovicII

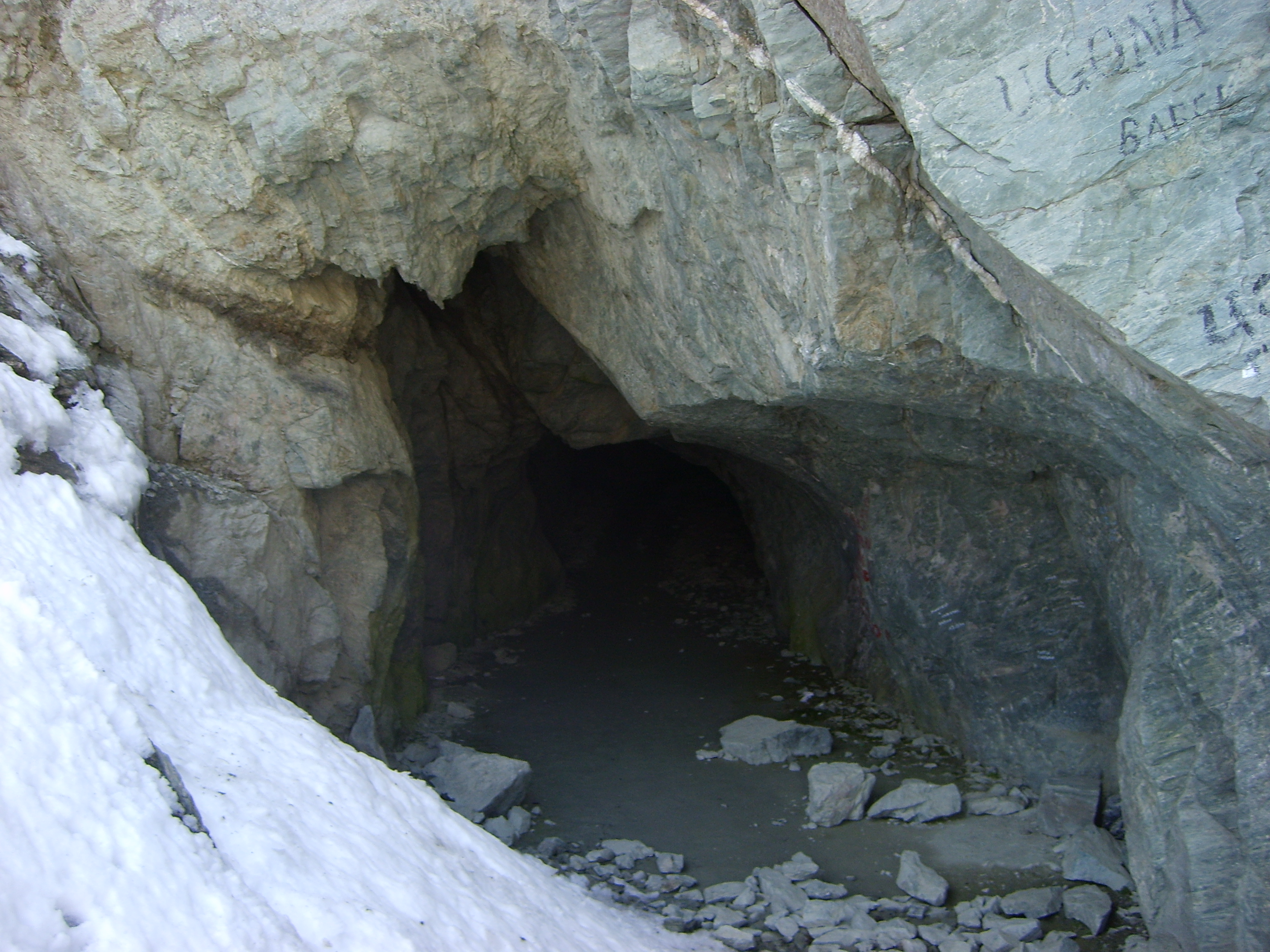
Entrée du tunnel de la Traversette, côté italien.

Le tunnel, dit « Pertuis du Viso », est creusé entre juin 1479 et novembre 1480, sur l'initiative de Ludovic II, marquis de Saluces, pour relier la Provence et le Dauphiné à son marquisat en évitant le col, assez difficile d'accès.
Fermé à la fin du XVIe siècle par les troupes du duc de Savoie, puis ouvert et fermé plusieurs fois, il est restauré en 1907 grâce au concours du Club alpin italien et du Touring club de France et à nouveau en 2014, le rendant accessible aux randonneurs et aux vététistes, mais uniquement en été, sa réouverture saisonnière marquant le début de la saison de randonnée.